# Mihály Szilágyi
Mihály Szilágyi (ur. ok. 1400, zm. 1460 w Konstantynopolu) – węgierski wojskowy i dostojnik państwowy, regent państwa w 1458 roku.
Mihály Szilágyi urodził się ok. 1400 roku, jednak o jego pochodzeniu oraz krewnych wiadomo niewiele. Już we wczesnym wieku rozpoczął karierę wojskową. W 1432 roku jego siostra Elżbieta Szilágyi wyszła za mąż za popularnego oficera, Jana Hunyadyego, co wzmocnić miało znaczenie polityczne obu rodzin. Sam Szilágyi poślubił w 1440 roku Margaritę Bathory, z którą doczekał się licznego, aczkolwiek zmarłego w dzieciństwie potomstwa.
Razem z Janem Hunyadym walczył przeciwko Turkom w bitwie pod Warną w 1444 roku. Po klęsce i śmierci króla Władysława I Jagiellończyka władzę powierzono małoletniemu Władysławowi V Pogrobowcowi, a Hunyady został regentem państwa. Szilágyi walczył też na Kosowym Polu w 1448 roku, w 1456 roku był dowódcą obrony zamku belgradzkiego podczas bitwy pod Belgradem, pełniąc obok Jana Hunyadyego jedną z czołowych ról w starciu. Wkrótce po bitwie Hunyady zmarł, a Szilágyi wyrósł jednocześnie na jednego z najpotężniejszych i najbardziej wpływowych możnowładców w państwie.
Po śmierci Hunyadyego w 1456 roku jego najstarszy syn, Władysław Hunyady, znalazł się w konflikcie z hrabią Celje, Ulrykiem, który był wujem króla Władysława Pogrobowca. Władysław Hunyady zorganizował 8 listopada 1456 roku spotkanie w Belgradzie, na którym chciał ustalić podział władzy w królestwie po śmierci regenta. Szilágyi wspierał krewnego i odegrał dużą rolę w zabójstwie hrabiego Celje. Następnie Władysław udał się do Budy na spotkanie z królem, ale został aresztowany i stracony z inicjatywy monarchy, Miklósa Újlakiego i László Garaia.

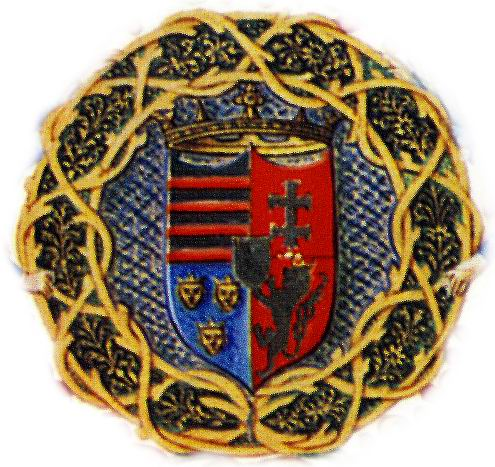
Herb Szilágyiego jako regenta Węgier

Po śmierci Władysława Szilágyi stał się głową rodu i przywódcą stronnictwa Hunyadych. Rozpoczęła się także wojna domowa pomiędzy nim a stronnictwem Habsburgów. Skomplikowana sytuacja polityczna zmusiła Pogrobowca do wycofania się do Czech, gdzie został jego regentem Jerzy z Podiebradów. Władysław zabrał ze sobą do Pragi Macieja Hunyadyego, młodszego brata zamordowanego Władysława. Wkrótce potem, 23 listopada 1457 roku, Władysław Pogrobowiec zmarł niespodziewanie na białaczkę. Szilágyi osobiście zaangażował się wówczas w przekonanie panów węgierskich do wyboru młodego Macieja Hunyadyego na króla, a po jego elekcji została mu powierzona na pięć lat funkcja regenta przy małoletnim władcy.
Po elekcji Macieja Szilágyi nakazał sprowadzenie do Gyulafehérvár ciała Władysława Hunyadyego i pochowanie go obok ojca oraz sprowadzenie z Pragi samego nowego króla. Jeszcze w tym samym roku Szilágyi i László Garai zawiązali spisek przeciwko królowi, ale Maciej zwabił wuja do siebie i aresztował go. Wkrótce potem, na wieść o ataku tureckim na Węgry, zorganizował on bunt w zamku, do którego został zesłany. Następnie zawarł pakt z królem, który był wymuszony turecką agresją. Szilágyi został wojewodą Siedmiogrodu i dowódcą wojsk na południu kraju. Szilágyiemu nie udało się pokonać wojsk tureckich, został wzięty do niewoli i wywieziony do Konstantynopola, gdzie ścięto go z rozkazu sułtana.